# Lakatna arterija
Lakatna arterija (lat. arteria ulnaris) je, uz palčanu arteriju (lat. arteria radialis), jedna od završnih grana nadlaktične arterije (lat. arteria brachialis) koja oksigeniranom krvlju opsrbljuje medijalni dio podlaktice.
Lakatna arterija polazi od nadlaktične u lakatnoj jami (lat. fossa cubiti) i završava u dlanu, nakon što se spoji sa završnom granom palčane arterije, i zajedno čine duboki arterijski luk dlana (lat. arcus palmaris profundus).

## Tijek
Grane lakatne arterije su:
- arteria recurrens ulnaris (lat.)
- arteria interossea communis (lat.)
- ramus carpeus palmaris arteriae ulnaris (lat.)
- ramus carpeus dorsalis arteriae ulnaris (lat.)
- ramus palmaris profundus arteriae ulnaris (lat.)
- arcus palmaris superficialis (lat.) koji nastaje tako što mnogobrojni sitini ogranci koje daje lakatna arterija za okolne mišiće, anastomoziraju s ogrankom palčane arterije, ramus palmaris superficialis arteriae radialis (lat.)